# Sonora, Veracruz
Sonora är en ort i Mexiko.   Den ligger i kommunen Comapa och delstaten Veracruz, i den sydöstra delen av landet, 260 km öster om huvudstaden Mexico City. Sonora ligger 419 meter över havet och antalet invånare är 1 294.
Terrängen runt Sonora är huvudsakligen platt, men åt nordost är den kuperad. Terrängen runt Sonora sluttar brant österut. Runt Sonora är det ganska tätbefolkat, med 52 invånare per kvadratkilometer. Närmaste större samhälle är Paso del Macho, 18,2 km sydväst om Sonora. Omgivningarna runt Sonora är en mosaik av jordbruksmark och naturlig växtlighet.